# Горажде (громада)
Горажде (хорв. і босн. Goražde, серб. Општина Горажде) — боснійська громада, розташована в південно-східній частині Федерації Боснії і Герцеговини. Адміністративним центром є місто Горажде.
Через громаду протікає річка Дрина, сама громада розташована на східному схилі гори Яхоріна. Під час існування СФРЮ до складу громади входила територія нинішньої громади Ново-Горажде площею 123 км² (у 1995 році Ново-Горадже відійшло до Республіки Сербської).